# Aromobates haydeeae
Aromobates haydeeae (Rivero, 1978) è un anfibio anuro, appartenente alla famiglia degli Aromobatidi.

## Etimologia
L'epiteto specifico è stato dato in onore di Haydèe Solano, un'erpetologa venezuelana.

## Distribuzione e habitat
È endemica della Cordillère de Mérida in Venezuela. Si trova tra i 1825 e i 2670 metri di altitudine negli stati di Mérida e Táchira.